# 블루 하와이 (칵테일)

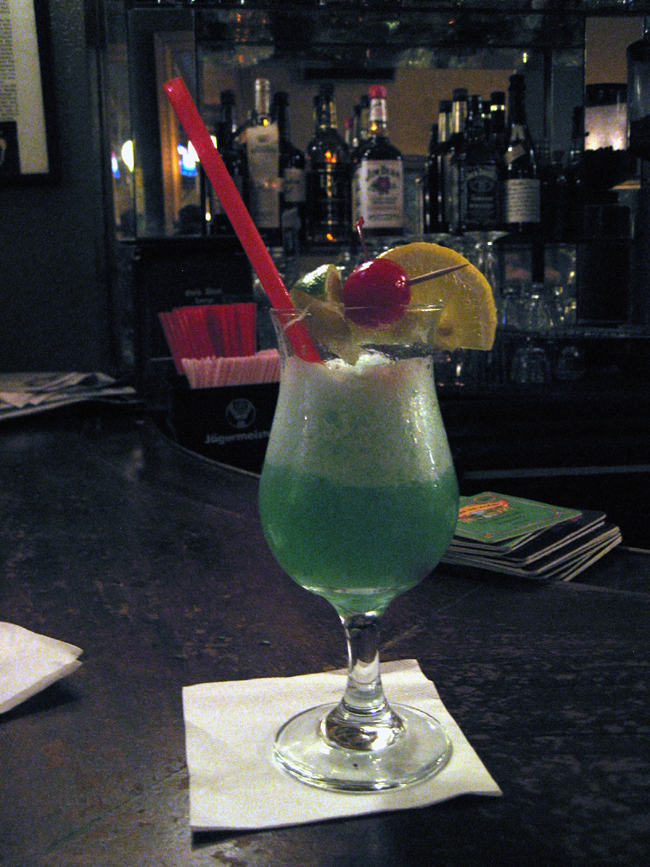
블루 하와이

블루 하와이(영어: Blue Hawaii)는 차가운 타입의 롱 드링크로 분류되는 럼을 기반으로 하는 칵테일 중 하나이다. 푸른 색상은 칵테일의 재료로 사용하는 퀴라소 리큐어에 의한 것이다.

## 역사
블루 하와이는 하와이주에서 고안된 것으로 알려진 칵테일이다. 이 칵테일이 유행한 것은 1980년대 초반이다. 이 칵테일과 동명의 영화와 동명의 노래가 존재하지만, 실제로 칵테일 이름이 그들에게 딴 것인지 여부는 불분명하지만 간접적으로 영향을 끼쳤을 것이라고 생각되고 있다. 유행 시기와 영화와 노래가 등장했던 시기와는 10년 이상의 시간차가 존재한다. 그러나 이 영화에는 블루 하와이라는 칵테일이 등장하지 않는다.